# کمیته ملی المپیک اوکراین
کمیته ملی المپیک اوکراین (اوکراینی: Нацiональний олiмпiйський комiтет України) یک سازمان ورزشی است که نماینده کشور اوکراین در کمیته بین‌المللی المپیک می‌باشد.
این سازمان که در سال ۱۹۹۰ تأسیس شده مسئول آماده‌سازی و اعزام ورزشکاران به بازی‌های المپیک، بازی‌های المپیک جوانان و بازی‌های اروپایی است.